# Eleições europeias de 2024 (Malta)
As eleições europeias de 2024 em Malta foram realizadas a 8 de junho e serviram para eleger os 6 deputados nacionais para o Parlamento Europeu durante as eleições europeias. Estas eleições foram realizadas ao mesmo tempo que as eleições locais.
O Partido Trabalhista voltou a vencer as eleições europeias, embora tenha tido uma forte perda de votos e tenha visto o Partido Nacionalista eleger tantos deputados como os trabalhistas.

## Representação parlamentar 2019-2024
A tabela mostra os deputados de acordo com a última informação do Parlamento Europeu:
| Partido Nacional | Partido Nacional     | Deputados | Grupo parlamentar | Grupo parlamentar                                 |
| ---------------- | -------------------- | --------- | ----------------- | ------------------------------------------------- |
|                  | Partido Trabalhista  | 4 / 6     |                   | Aliança Progressista dos Socialistas e Democratas |
|                  | Partido Nacionalista | 2 / 6     |                   | Grupo do Partido Popular Europeu                  |

| Grupo parlamentar | Grupo parlamentar                                 | Deputados |
| ----------------- | ------------------------------------------------- | --------- |
|                   | Aliança Progressista dos Socialistas e Democratas | 4 / 6     |
|                   | Grupo do Partido Popular Europeu                  | 2 / 6     |

## Resultados oficiais
| Partido                 | Partido                                     | Votos                       | %                           | +/-                         | Deputados                   | +/-                         |
| ----------------------- | ------------------------------------------- | --------------------------- | --------------------------- | --------------------------- | --------------------------- | --------------------------- |
|                         | Partido Trabalhista                         | 117 805                     | 45,26 / 100,00              | 8,03                        | 3 / 6                       | 1                           |
|                         | Partido Nacionalista                        | 109 351                     | 42,02 / 100,00              | 4,12                        | 3 / 6                       | 1                           |
|                         | Arnold Cassola (Independente)               | 12 706                      | 4,88 / 100,00               | 3,69                        | 0 / 6                       | Novo                        |
|                         | Imperium Europa                             | 6 816                       | 2,62 / 100,00               | 0,55                        | 0 / 6                       | Estável                     |
|                         | Conrad Borg Manché (Independente)           | 5 936                       | 2,28 / 100,00               | Novo                        | 0 / 6                       | Novo                        |
|                         | Alternativa Democrática+Partido Democrático | 3 109                       | 1,19 / 100,00               | 1,56                        | 0 / 6                       | Estável                     |
|                         | Volt Malta                                  | 330                         | 0,12 / 100,00               | Novo                        | 0 / 6                       | Novo                        |
|                         | Outros candidatos (com menos de 1,00%)      | 4205                        | 1,61 / 100,00               |                             | 0 / 6                       |                             |
| Votos inválidos         | Votos inválidos                             | 9 884                       | 3,66 / 100,00               | 0,03                        |                             |                             |
| Total                   | Total                                       | 270 142                     | 100,00 / 100,00             |                             | 6 / 6                       |                             |
| Eleitorado/Participação | Eleitorado/Participação                     | 370 184                     | 72,98 / 100,00              | 0,32                        |                             |                             |
| Fonte                   | Fonte                                       | Comissão Eleitoral de Malta | Comissão Eleitoral de Malta | Comissão Eleitoral de Malta | Comissão Eleitoral de Malta | Comissão Eleitoral de Malta |

## Representação parlamentar (2024-2029)

### Partidos nacionais
| Partido | Partido              | Deputados | Grupo parlamentar | Grupo parlamentar                                 |
| ------- | -------------------- | --------- | ----------------- | ------------------------------------------------- |
|         | Partido Trabalhista  | 3 / 6     |                   | Aliança Progressista dos Socialistas e Democratas |
|         | Partido Nacionalista | 3 / 6     |                   | Grupo do Partido Popular Europeu                  |

### Grupos parlamentares europeus
| Grupo parlamentar | Grupo parlamentar                                 | Deputados |
| ----------------- | ------------------------------------------------- | --------- |
|                   | Aliança Progressista dos Socialistas e Democratas | 3 / 6     |
|                   | Grupo do Partido Popular Europeu                  | 3 / 6     |